# Brancsikia simplex
Brancsikia simplex är en bönsyrseart som beskrevs av Max Beier 1935. Brancsikia simplex ingår i släktet Brancsikia och familjen Mantidae. Inga underarter finns listade i Catalogue of Life.